# Spadșciîna, Putîvl
Spadșciîna (în ucraineană Спадщина) este un sat în comuna Safonivka din raionul Putîvl, regiunea Sumî, Ucraina.

## Demografie
Componența lingvistică a localității Spadșciîna
     Ucraineană (93,4%)
     Rusă (3,77%)
     Română (2,83%)
Conform recensământului din 2001, majoritatea populației localității Spadșciîna era vorbitoare de ucraineană (93,4%), existând în minoritate și vorbitori de rusă (3,77%) și română (2,83%).